# نادي كانتابريا لكرة اليد
نادي كانتابريا لكرة اليد كان نادي كرة يد في إسبانيا تأسس في سنة 1975 يقع مقره في إسبانيا، منطقة كانتابريا. تبلغ سعة ملعبه 6200 متفرجا. تم حل النادي في سنة 2008.